# Garrulax castanotis
El charlatán carirrufo (Garrulax castanotis) es una especie de ave paseriforme de la familia Leiothrichidae endémica del sudeste asiático. Anteriormente se consideraba conespecífico del charlatán de Maës (Garrulax maesi).

## Distribución y hábitat
Se encuentra únicamente en el norte de Indochina (Laos y Vietnam) y la isla de Hainan (China) Su hábitat natural son los bosques húmedos tropicales.